# Tian Yuan
Tian Yuan (chino simplificado: 田原, pinyin: Tian Yuan, nacida el 30 de marzo de 1985) es una cantante, compositora, actriz, novelista y fotógrafa china. Nacida en Wuhan, China, se graduó en el idioma inglés en Beijing Universidad en 2007.

## Filmografía

### Películas
| Año  | Título                            | Director       | Información adicional |
| ---- | --------------------------------- | -------------- | --- |
| 2004 | Butterfly (蝴蝶)                  | Yan Yan Mak    | - Won Best New Performer at the 24th Hong Kong Film Awards - Nominated for Best New Performer at the 42nd Golden Horse Awards - In competition of 2004 Venice Film Festival    |
| 2005 | The Curse of Lola (詛咒)          | 李虹           | In competition of 2005 Tokyo International Film Festival |
| 2006 | August Story (八月的故事)         | Yan Yan Mak    | - Won Best Feature Film of 2006 Tainan Film Festival - In competition of 2006 Tokyo International Film Festival - In competition of 2006 International Film Festival Rotterdam |
| 2006 | Luxury Car (江城夏日)             | Wang Chao      | Won Un Certain Regard of 2006 Cannes Film Festival |
| 2006 | Young and Clueless (青春期)       | 唐大年         | In competition of 2006 Tokyo International Film Festival. |
| 2007 | In Love We Trust (左右)           | Wang Xiaoshuai | - Won Best Sceenplay of 2008 Berlin International Film Festival - Cameo |
| 2007 | Fury or Love (怒放)               | 辛巨擘         | In competition of 2007 Río de Janeiro International Film Festival |
| 2007 | Shanghai Trance (迷樂上海)        | David Verbeek  | - In competition of 2008 International Film Festival Rotterdam - In competition of 2008 Shanghai International Film Festival                                                   |
| 2007 | en chino, 跟你沒完                | 安戰軍         | Post-production |
| 2008 | Happy Funeral (六樓后座2家屬謝禮) | 黃真真         | The sequel of Truth or Dare: 6th Floor Rear Flat |
| 2008 | en chino, 高興                    | 劉曉光         | Filming |

### Cortometrajes
| Año  | Título                           | Director    | Información adicional                   |
| ---- | -------------------------------- | ----------- | --------------------------------------- |
| 2006 | en chino, 我把初吻獻給誰－條形碼 | 韓延        |                                         |
| 2006 | Our Ten Years (我們的十年)       | Jia Zhangke | Short film of Southern Metropolis Daily |
| 2007 | en chino, 中國式美麗             | Jia Zhangke | Commercial film of Olay                 |
| 2007 | en chino, 尋找沙漠中的美人魚     | 黎光        |                                         |

### Videos musicales
| Año  | Título             | Director       | Información adicional     |
| ---- | ------------------ | -------------- | ------------------------- |
| 2005 | I See You          | Yan Yan Mak    | Hidden in Butterfly's DVD |
| 2005 | en chino, 諾言     | 陳家煒, 單曉帆 |                           |
| 2006 | So Poetic          | Yan Yan Mak    |                           |
| 2007 | en chino, 白色呼吸 |                |                           |